# 塔拉迪加斯普林斯
塔拉迪加斯普林斯（英語：Talladega Springs）是美国阿拉巴马州下属的一座城市。面积约为1.23平方英里（约合3.19平方公里）。根据2010年美国人口普查，该市有人口166人，人口密度为134.85/平方英里（约合52.04/平方公里）。